# Abdul Kabir
Maulavi Mohammed Abdul Kabir é um alto membro da liderança do Talibã. As Nações Unidas relatam que ele seria o Segundo Vice-Presidente do Conselho de Ministros do Talibã, Governador da Província de Nangarhar, Chefe da Zona Oriental e também que Kabir seria ativo em operações terroristas no Afeganistão oriental.
Um relatório de 21 de fevereiro de 2010 declarou que Kabir foi capturado no Paquistão, como resultado de informações recolhidas de Mulá Baradar, o próprio levado em custódia no início do mês. Kabir foi liberado mais tarde.
Em 17 de maio de 2023 assumiu a posição de primeiro-ministro interino pro-tempore do Emirado Islâmico do Afeganistão, tendo anteriormente ocupado o posto de terceiro vice-primeiro-ministro interino para Assuntos Políticos do Afeganistão de 4 de outubro de 2021 a 17 de maio de 2023. Antes da invasão pelos Estados Unidos, Abdul Kabir ocupara o posto interino de primeiro-ministro no Afeganistão de 16 de abril de 2001 a 13 de novembro de 2001.